# Wybory parlamentarne na Wyspach Owczych w 1924 roku
Wybory parlamentarne na Wyspach Owczych w 1924 roku odbyły się 22 stycznia 1924. Wybrano w nich 23 reprezentantów do Løgting - farerskiego parlamentu. Brały w nich udział dwie partie: Sambandsflokkurin oraz Sjálvstýrisflokkurin oraz kandydaci niezależni.

## Wyniki wyborów do Løgting
Wyniki wyborów przedstawiały się następująco:
| Nazwa partii         | Głosy | % głosów (zmiana) | % głosów (zmiana) | Mandaty (zmiana) | Mandaty (zmiana) | % mandatów |
| -------------------- | ----- | ----------------- | ----------------- | ---------------- | ---------------- | ---------- |
| Sambandsflokkurin    | 3 676 | 58,7%             | +0,3%             | 13               | +3               | 56,5%      |
| Sjálvstýrisflokkurin | 2 450 | 39,1%             | -2,5%             | 10               | 0                | 43,5%      |
| Niezrzeszeni         | 139   | 2,2%              | -                 | 0                | 0                | 0,0%       |
| Razem                | 6 265 | 100%              | –                 | 23               | –                | 100%       |
| Frekwencja:          |       |                   |                   |                  |                  |            |